# Paul C. Jones
Paul Caruthers Jones (ur. 12 marca 1901 w Kennett, zm. 10 lutego 1981 tamże) – amerykański polityk, członek Partii Demokratycznej.

## Działalność polityczna
Od 1935 do 1937 zasiadał w stanowej Izbie Reprezentantów, a następnie do 1944 w stanowym Senacie Missouri. W okresie od 2 listopada 1948 do 3 stycznia 1969 przez dziesięć kadencji i 62 dni był przedstawicielem 10. okręgu wyborczego w stanie Missouri w Izbie Reprezentantów Stanów Zjednoczonych.